# Escudo fecal

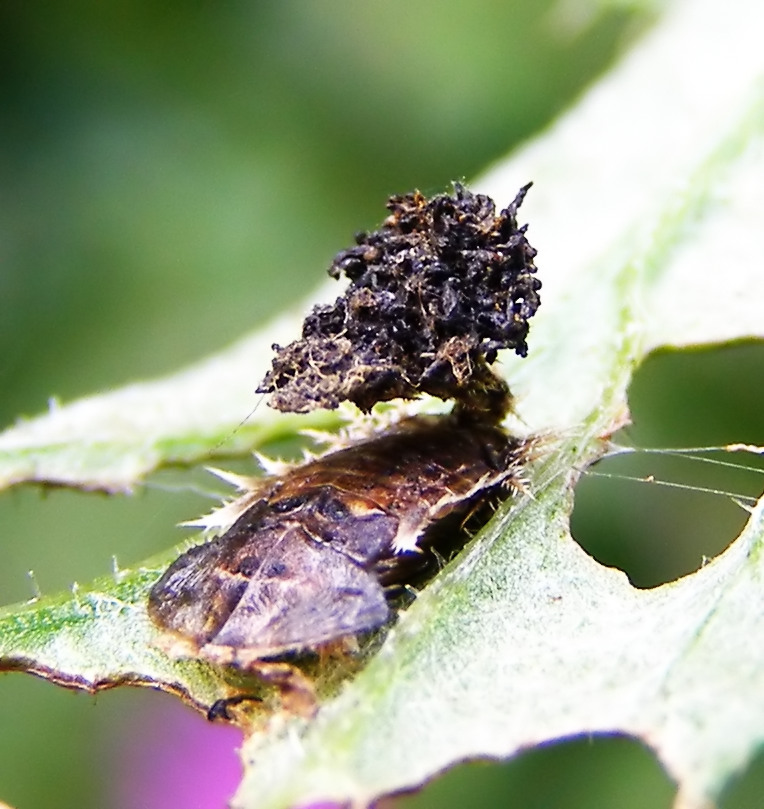
Larva de Cassida viridis con un escudo fecal

El escudo fecal es una estructura formada por las larvas de muchas especies de escarabajos de la familia Chrysomelidae. Se compone de los excrementos del insecto y, a menudo, de sus exuvias o restos de exoesqueleto. El escarabajo puede llevar el escudo en la espalda o sostenerlo en su extremo posterior. La función principal del escudo fecal es la defensa contra los depredadores. Otros términos para el escudo fecal que aparecen en la literatura son «vestimenta larvaria», «kotanhang» («apéndice fecal»), «máscara fecal», «almohadilla fecal» y «anexo exuvio-fecal».

## Ecología
Las larvas de escarabajos de las subfamilias de crisomélidos Criocerinae y Galerucinae retienen sus heces en montones sobre la espalda, añadiendo regularmente material a medida que las heces se desprenden. Los escudos de las larvas de Cassidinae suelen ser móviles. Están construidos sobre procesos caudales dobles (también llamados urogomphi) en el extremo posterior del cuerpo; estos procesos mueven el escudo sobre el cuerpo como un paraguas. Estos escudos pueden levantarse e incluso balancearse para golpear a un depredador.
Cuando el escudo se lleva en la punta del abdomen, se fija a un proceso de doble lóbulo, similar a una espina, llamado furca caudal, que también se conoce como «horquilla anal». La larva construye el escudo maniobrando su «ano telescópico muscular y muy sobresaliente», o «torreta anal», que se coloca dorsalmente, en la espalda. Excreta una cantidad de heces, a veces con una gotita de secreción pegajosa, y la deposita sobre la furca caudal utilizando su torreta anal. En la especie Hemisphaerota cyanea, la larva construye un escudo que podría llamarse más descriptivamente «paja fecal», porque está tejida con hebras estrechas y enrolladas de excrementos. La larva comienza a alimentarse nada más salir del huevo y en cuestión de minutos produce su primera hebra fecal. Al cabo de doce horas, su escudo de paja ha alcanzado su tamaño completo. La larva repara diligentemente el escudo con hebras de repuesto cuando se rompe.
El escudo fecal adopta muchas formas según la especie. En algunas, cubre todo el cuerpo, mientras que en otras es más estrecho. En algunas, es simplemente un «grumo». En algunas especies de la subfamilia Chrysomelinae, la hembra adulta recubre cada uno de sus huevos con heces, y cuando la larva emerge, utiliza esta cubierta fecal ya hecha como base de su escudo, añadiendo más a medida que crece. Estas envolturas suelen ser bastante duras, y se las ha comparado con el adobe. La mayoría de los escudos fecales están unidos con exuvias, las «pieles» que desprende el insecto cuando muda. Algunos escudos, como el de Cassida stigmatica, están totalmente libres de exuvias.

## Función
El escudo fecal no es sólo una barrera física, sino también química. Cuando una larva se alimenta de una planta, ingiere metabolitos secundarios de los tejidos vegetales, como alcaloides, saponinas y derivados del fitol, que están presentes en sus heces. Estas sustancias químicas pueden ser una potente defensa contra los insectos depredadores. Por ejemplo, la larva del escarabajo tortuga Plagiometriona clavata obtiene compuestos químicos de su dieta compuesta de agridulce (Solanum dulcamara), los excreta y los incorpora a su escudo, donde repelen a la hormiga depredadora Formica subsericea.
El escudo fecal es beneficioso, pero no está exento de costes para el insecto. Aunque está hecho de productos de desecho, la larva debe esforzarse para transportar su peso. Un escudo fecal puede pesar la mitad que la propia larva. Esta energía podría dedicarse al desarrollo. El escudo también es un problema para la larva cuando tiene el efecto contrario: su química atrae a los depredadores en lugar de repelerlos. Experimentos con varias larvas del género Cassida que se alimentan de tanaceto rico en volátiles muestran que sus escudos atraen a la hormiga depredadora Myrmica rubra.
Otra posible función del escudo fecal puede ser la protección de la larva frente a condiciones ambientales como la radiación ultravioleta, la desecación, el viento y la lluvia.